# Socket 754
Il Socket 754 fu il socket introdotto da AMD con le CPU Athlon 64 di fascia bassa e per i Sempron dal modello 2600+ in poi, a settembre 2003. È stato il successore del Socket A usato per gli Athlon XP, e si affiancava al Socket 939 per gli Athlon 64 FX di seconda generazione e gli Athlon 64 X2, e al Socket 940 utilizzato sia dagii Opteron sia dai primi Athlon 64 FX. A differenza del Socket 939 usava un bus HyperTransport a 800 MHz e supportava solo un controller memoria di tipo single channel.
Il suo successore, che ha rimpiazzato anche i socket 939 e 940, è il Socket AM2.